# 星街すいせい・田所あずさ 平行線すくらんぶる
『星街すいせい・田所あずさ 平行線すくらんぶる』（ほしまちすいせい たどころあずさ へいこうせんすくらんぶる）は、2021年4月4日から2023年10月1日まで文化放送・超!A&G+にて配信されていたインターネットラジオ番組。パーソナリティは声優の田所あずさとVTuberの星街すいせい。

## 概要
声優の田所あずさと「ホロライブプロダクション」所属のVTuber・星街すいせいがダブルでパーソナリティを務めるラジオ番組。2020年4月から2021年3月まで同じく超!A&G+にて配信された星街が初冠ラジオ番組としてパーソナリティを務めた『ホロライブ presents 星街すいせいのMUSIC SPACE』の後続番組である。
「交わらない平行線な世界の2人がこのラジオで交わる?」をコンセプトに、声優とVTuberの垣根を越え、スクランブルさせていくといったものであった。

## 配信時間
- 2021年4月4日 - 2023年10月1日
  - 日曜日 17:00 - 17:30

## パーソナリティ
- 田所あずさ
- 星街すいせい

ピンチヒッター（いずれも星街の代役）
- 白上フブキ（2021年9月12日配信分）[3]
- 桃鈴ねね（2021年9月19日配信分）[3]
- さくらみこ（2022年6月5日・6月12日・10月16日 - 11月6日）[4][5][6]

## 主なコーナー
メール紹介
ふつおたとして募集したメールを紹介していた。
バーチャルさんと声優さんと普通の人
シチュエーションごとのバーチャルや声優、普通の世界での違いについてリスナーにメールを募集した。第1回から配信されていたが、その後は不定期コーナーとなっていた。

## イベント
星街すいせい・田所あずさ 平行線すくらんぶる 祝3年目突入イベント
2023年5月5日に山野ホールにて開催された番組初のイベント。